# غانم عريبي
غانم عريبي لاعب كرة قدم سابق عراقي من مواليد مدينة بغداد - الكرادة عام1961. لعب في صفوف نادي الشباب العراقي ثم استُدعي لتمثيل المنتخب الوطني العراقي لكرة القدم عام 1985م، وكان يشغل مركز «مدافع اليسار».

## التمثيل
مثّل المنتخب العراقي في بطولات عديدة من أهمها:
- كأس الخليج العربي 8 عام (1986) في البحرين.
- كأس الخليج العربي 9 (1988) في السعودية والتي فاز بها العراق.
- كأس العرب عام (1985) وكانت البطولة من نصيب العراق.
- كأس العرب عام (1988) وكانت البطولة من نصيب العراق.
- لعب في كأس العالم بالمكسيك عام (1986).
- مثّل العراق في دورة الألعاب الأولمبية في سيؤل عام (1988).
- كانت آخر مباراة دولية له مع منتخب قطر في تصفيات كأس العالم عام (1989).[1][2][3]

## صفاته
غانم عريبي لاعب يمتاز بالقوة والسرعة وشيء من العصبية في بعض الأحيان إلا أنه كان يُعتبر لاعب تكتيكي من الدرجة الأولى.
كانت ركلته الترجيحية في مرمى المنتخب السوري في المباراة النهائية لكأس العرب في الأردن عام 1988 قد أهدت كأس البطولة للمنتخب الوطني العراقي.

## روابط خارجية
- غانم عريبي على موقع الاتحاد الدولي (مؤرشف)  (الإنجليزية)
- غانم عريبي على موقع قاعدة بيانات كرة القدم.إي يو (الإنجليزية)
- غانم عريبي على موقع ناشيونال فوتبول تيمز (الإنجليزية)
- غانم عريبي على موقع Soccerway.com (الإنجليزية)
- غانم عريبي على موقع أوليمبيديا (الإنجليزية)